# Wilhelm Kieckbusch
Wilhelm Paul Carl Kieckbusch (* 28. Mai 1891 in Hamburg; † 26. März 1987 in Stockelsdorf) war ein deutscher Lehrer, evangelisch-lutherischer Pastor und Bischof von Eutin.

## Leben
Kieckbusch stammte aus kleinen Verhältnissen und wurde nach Besuch des Lehrerseminars 1912 zunächst Volksschullehrer in Hamburg-Bergedorf. Im Ersten Weltkrieg wurde er 1915 schwer verwundet, machte 1916 während der Genesung in Hamburg sein Abitur und begann 1916 das Studium der Theologie an der Friedrich-Wilhelms-Universität in Berlin. Im gleichen Jahr wurde er wieder eingezogen und geriet bis 1920 in französische Kriegsgefangenschaft. Danach setzte er sein Studium fort und legte 1922 das erste theologische Examen in Hamburg ab. 1924 wurde er dort nach dem zweiten Examen ordiniert und Pastor an St. Michaelis. 1929 wurde er Landpastor in Malente-Gremsmühlen in Holstein, das zum Bereich der Evangelisch-Lutherischen Landeskirche der Provinz Lübeck im Freistaat Oldenburg gehörte. Nach dem Tod des leitenden Geistlichen dieser kleinen Landeskirche, Landespropst Paul Rahtgens, wurde Kieckbusch im Jahr 1930 zu dessen Nachfolger gewählt. Man bezeichnete Wilhelm Kieckbusch als „Stahlhelmpastor“ und als „nationalen Hetzer“ wegen seiner stark deutschnationalen und antisemitischen Einstellung. Regierungspräsident Heinrich Böhmcker, der 1937 aus politischen Gründen aus der Kirche austreten musste, versuchte jedoch vergeblich Kieckbusch von einem Eintritt in die NSDAP zu überzeugen.
Kieckbusch blieb während der Zeit des Nationalsozialismus und auch danach bis zu seinem Ruhestand im Jahr 1977 im Amt, ab 1961 mit der Amtsbezeichnung als Bischof seiner Landeskirche. Seine Einstellung zum Nationalsozialismus bleibt zwiespältig. Einerseits lehnte er die Deutschen Christen ab, weil diese das Alte Testament und den damit verbundenen jüdischen Einfluss in der Bibel abschaffen wollten, weigerte sich jedoch nach dem Zweiten Weltkrieg, das Stuttgarter Schuldbekenntnis anzuerkennen.

## Predigten
Wilhelm Kieckbusch predigte auch in Plattdeutscher Sprache.
- Plattdütsche Predigt; in: „Jahrbuch des Kreises Eutin“ (Heimatverband Eutin); Eutin 1970 (Seiten 9–14)
- Herr, bliew doch bi uns (Plattdeutsche Predigt); in: „Jahrbuch für Heimatkunde - Eutin“ (Heimatverband Eutin); Eutin 1979 (Seiten 152–154)
- „Wi sünd nu Gott sien Kinner“ – Plattdeutsche Predigt vom 31. Dezember 1980; in: „Jahrbuch für Heimatkunde - Eutin“ (Heimatverband Eutin); Eutin 1981 (Seiten 8–11)
- Weihnachtspredigten von 1945 und 1980; in: „Jahrbuch für Heimatkunde - Eutin“ (Heimatverband Eutin); Eutin 1988 (Seiten 156–161)
- Erntedankfestpredigt 1958; in: „Jahrbuch für Heimatkunde - Eutin“ (Heimatverband Eutin); Eutin 1989 (Seiten 226–229)